# Річард Петті
Річард Лі Петті (англ. Richard Lee Petty, народився 2 липня 1937, Левел Крос, Північна Кароліна) — відомий американський гонщик, семикратний чемпіон серії NASCAR. Відомий серед своїх шанувальників, як «король» (The King), який керував  автомобілем під 43-м номером. За свою тривалу кар'єру (1189 гонок) виграв 200 гонок серії, встановивши десятки різноманітних рекордів і досягнень.

## Перші кроки
У дванадцятирічному віці батько Річарда, інший знаменитий гонщик Лі Петті, взяв свого сина на першу в історії гонку NASCAR. Всю гонку на сімейному Buick Roadmaster він тримався другим, але незадовго до фінішу машину занесло і чотири рази перевернуло. Лі Петті ледь не загинув і вщент розбив єдиний засіб пересування небагатої сім'ї. Під враженням від побаченого дванадцятирічний Річард вперше подумав про кар'єру в автоспорті. Після цього він тривалий час працював в команді свого батька, а в дев'ятнадцять років вперше взяв участь в гонці. Причому в суперництві зі своїм батьком він в одному з поворотів влетів в стіну і був змушений припинити гонку. Через рік Петті-молодший отримав звання «Кращого новачка NASCAR» за 1959 рік. В 1960 молодий гонщик вже святкував свою першу перемогу, проте батько звернув увагу суддів на те, що його син проїхав на круг менше за інших. В результаті Річарду довелося задовольнятися лише четвертим місцем.

## Петті - зірка NASCAR

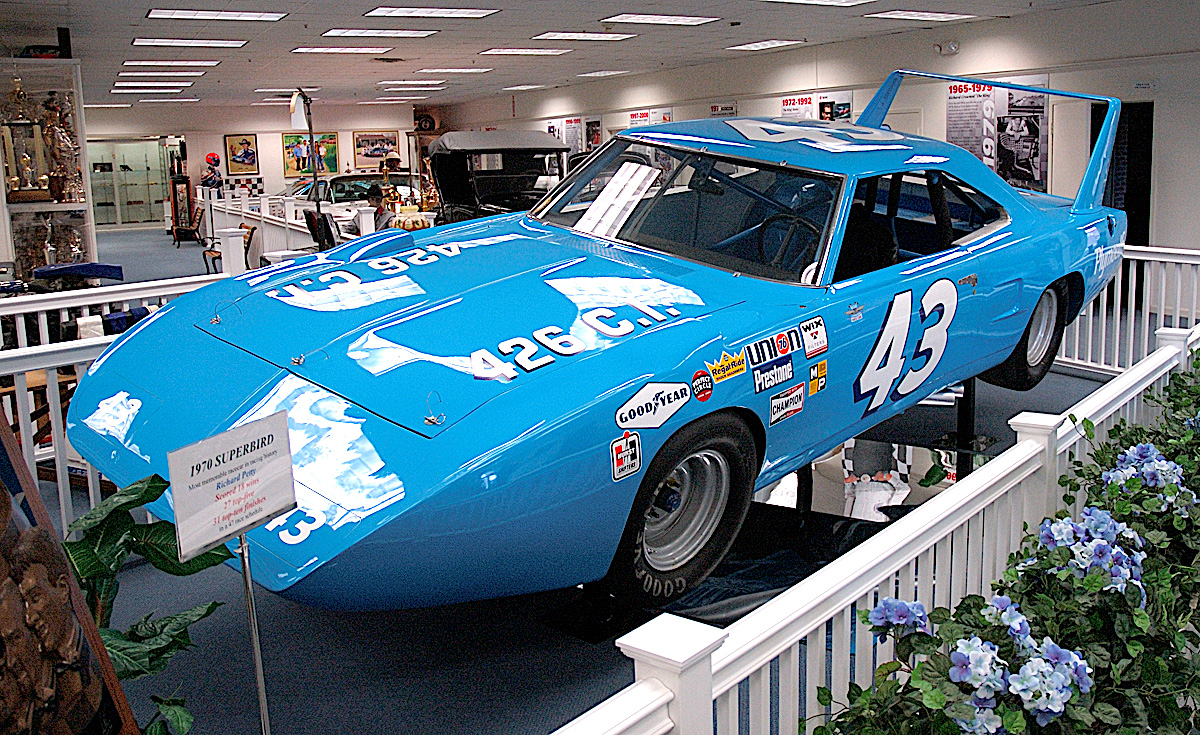
Легендарний Plymouth Superbird Річарда Петті в його музеї

У 1965 Петті став переможцем в Daytona 500, а потім і в чемпіонаті в цілому. Повторив він це досягнення через 2 роки. В 1967 році Петті прийшов першим в 27 заїздах з 48. Його рекорд — 10 перемог поспіль був досягнутий саме тоді. Другий раз Петті став чемпіоном на Sprint Cup Series в 1967 році. Завдяки Петті спонсори стали звертати все більше уваги на гоночну серію.
У колекції гонщика було багато перемог, але головну і ту, що найбільше запам'яталася, гонку він програв. У гонці Daytona 500 в 1976 Петті змагався за перше місце з іншим талановитим гонщиком того часу —  Девідом Пірсоном. У цьому заїзді, в результаті довгої і гострої боротьби, автомобіль Пірсона вилетів з траси і в результаті занесення виявився спрямованим в протилежну сторону, а машина Петті врізалася в стіну і заглохла. Пірсон ж встиг вижати зчеплення і зберегти двигун, і поки Петті безуспішно намагався завести двигун, тріумфально перетнув межу. Це була його перша і остання перемога на Daytona 500, в той час як Петті отримував цей титул сім разів.
Свою останню гонку Річард провів в 1992, після чого пішов зі спорту. Його досягнення трималися кілька десятків років, поки не були перекриті іншою легендою — Дейлом Ернхардт.

## Сьогодні
В даний час Петті володіє двома автомобілями, які виступають в NASCAR Sprint Cup. Один з них, під № 44, пілотує Брайан Скотт, а інший, під № 43 — Ерік Алмірола (саме йому належить остання на даний момент перемога команди в Coke Zero 400, в Дайтоні, сезон 2014 року). Крім того, Петті заснував школу екстремального водіння, де навчає своїм прийомам численних шанувальників.

## Петті в кіно
Брав участь у фільмі  1989 року «Зона швидкості» в ролі самого себе. Озвучив роль гоночної машини Кінга в мультфільмі «Тачки». Причому його вигаданий герой — аналог боліда Петті Plymouth Superbird під 43-м номером — теж потрапляє в аварію в суперництві з Чіко Хіксом (читайте: Девідом Пірсоном).

## Результати кар'єри
| Рік    | Гонки | Перемоги | Поул | Top 5 | Top 10 | НФ | Фініш | Старт | Призові    | Місце | Команда         |
| ------ | ----- | -------- | ---- | ----- | ------ | -- | ----- | ----- | ---------- | ----- | --------------- |
| 1958   | 9     | 0        | 0    | 0     | 1      | -  | 20.4  | 14.4  | $760       | 37    | Приватна заявка |
| 1959   | 21    | 0        | 0    | 6     | 9      | -  | 15.4  | 11.0  | $8,110     | 15    | Приватна заявка |
| 1960   | 40    | 3        | 2    | 16    | 30     | -  | 8.2   | 7.4   | $41,873    | 2     | Приватна заявка |
| 1961   | 42    | 2        | 2    | 18    | 23     | -  | 11.0  | 8.9   | $25,239    | 8     | Приватна заявка |
| 1962   | 52    | 8        | 4    | 32    | 39     | -  | 6.9   | 6.7   | $60,763    | 2     | Приватна заявка |
| 1963   | 54    | 14       | 8    | 30    | 39     | -  | 7.5   | 6.5   | $55,964    | 2     | Приватна заявка |
| 1964   | 61    | 9        | 8    | 37    | 43     | -  | 7.3   | 4.2   | $114,771   | 1     | Приватна заявка |
| 1965   | 14    | 4        | 7    | 10    | 10     | -  | 8.8   | 2.1   | $16,450    | 38    | Приватна заявка |
| 1966   | 39    | 8        | 15   | 20    | 22     | -  | 11.0  | 3.6   | $94,666    | 3     | Приватна заявка |
| 1967   | 48    | 27       | 18   | 38    | 40     | -  | 5.0   | 2.4   | $150,196   | 1     | Приватна заявка |
| 1968   | 49    | 16       | 12   | 31    | 35     | -  | 8.4   | 3.5   | $99,535    | 3     | Приватна заявка |
| 1969   | 50    | 10       | 6    | 31    | 38     | -  | 7.9   | 4.1   | $129,906   | 2     | Приватна заявка |
| 1970   | 40    | 18       | 9    | 27    | 31     | -  | 6.8   | 4.4   | $151,124   | 4     | Приватна заявка |
| 1971   | 46    | 21       | 9    | 38    | 41     | -  | 4.2   | 3.8   | $351,071   | 1     | Приватна заявка |
| 1972   | 31    | 8        | 3    | 25    | 28     | -  | 4.7   | 4.1   | $339,405   | 1     | Приватна заявка |
| 1973   | 28    | 6        | 3    | 15    | 17     | -  | 10.9  | 4.1   | $234,389   | 5     | Приватна заявка |
| 1974   | 30    | 10       | 7    | 22    | 23     | -  | 6.8   | 4.0   | $432,019   | 1     | Приватна заявка |
| 1975   | 30    | 13       | 3    | 21    | 24     | -  | 6.6   | 4.6   | $481,751   | 1     | Приватна заявка |
| 1976   | 30    | 3        | 1    | 19    | 22     | -  | 9.0   | 6.1   | $374,806   | 2     | Приватна заявка |
| 1977   | 30    | 5        | 5    | 20    | 23     | -  | 7.5   | 4.4   | $406,608   | 2     | Приватна заявка |
| 1978   | 30    | 0        | 0    | 11    | 17     | -  | 12.8  | 8.9   | $242,273   | 6     | Приватна заявка |
| 1979   | 31    | 5        | 1    | 23    | 27     | -  | 6.4   | 7.6   | $561,983   | 1     | Приватна заявка |
| 1980   | 31    | 2        | 0    | 15    | 19     | -  | 11.7  | 9.1   | $397,317   | 4     | Приватна заявка |
| 1981   | 31    | 3        | 0    | 12    | 16     | -  | 15.4  | 10.6  | $396,072   | 8     | Приватна заявка |
| 1982   | 30    | 0        | 0    | 9     | 16     | -  | 14.4  | 13.4  | $465,793   | 5     | Приватна заявка |
| 1983   | 30    | 3        | 0    | 9     | 21     | -  | 10.7  | 14.6  | $508,884   | 4     | Приватна заявка |
| 1984   | 30    | 2        | 0    | 5     | 13     | -  | 15.2  | 14.8  | $257,392   | 10    | Приватна заявка |
| 1985   | 28    | 0        | 0    | 1     | 13     | -  | 17.9  | 17.0  | $306,142   | 14    | Приватна заявка |
| 1986   | 29    | 0        | 0    | 4     | 11     | -  | 17.4  | 15.5  | $280,656   | 14    | Приватна заявка |
| 1987   | 29    | 0        | 0    | 9     | 14     | -  | 13.3  | 20.2  | $445,227   | 8     | Приватна заявка |
| 1988   | 29    | 0        | 0    | 1     | 5      | -  | 24.4  | 23.8  | $190,155   | 22    | Приватна заявка |
| 1989   | 25    | 0        | 0    | 0     | 0      | -  | 25.8  | 27.6  | $133,050   | 29    | Приватна заявка |
| 1990   | 29    | 0        | 0    | 0     | 1      | -  | 25.0  | 26.3  | $169,465   | 26    | Приватна заявка |
| 1991   | 29    | 0        | 0    | 0     | 1      | -  | 22.0  | 26.6  | $268,037   | 24    | Приватна заявка |
| 1992   | 29    | 0        | 0    | 0     | 0      | -  | 23.0  | 22.6  | $348,870   | 26    | Приватна заявка |
|        |       |          |      |       |        |    |       |       |            |       |                 |
| Всього | 1184  | 200      | 123  | 555   | 712    | -  | 11.3  | 9.5   | $8,541,210 |       |                 |